# Lasse Stefanz Goes 70's
 Lasse Stefanz Goes 70's är ett tributalbum till 1970-talet av det svenska dansbandet Lasse Stefanz, utgivet på skivmärket Warner Music. och släppt 15 december 2010. Alla sånger sjungs på engelska (förutom en som sjungs på svenska), och bandet har bjudit in en duettpartner för varje låt, förutom den som sjungs på svenska. Albumet är en hyllning till artisterna och låtarna samt decenniet då bandet klättrade mot toppen.

## Låtlista
| Nr  | Titel                                                                         | Låtskrivare                                                 |
| --- | ----------------------------------------------------------------------------- | ----------------------------------------------------------- |
| 1.  | "Soul Shake" (med Monia Sjöström)                                             | Margaret Lewis, Mira Smith                                  |
| 2.  | "The Air that I Breathe" (med Mikael Rickfors)                                | Albert Hammond, Mike Hazelwood                              |
| 3.  | "A Love Worth Waiting for" (med Roland Järverup, Rolandz)                     | Gary Sulsh, Stewart Leathwood                               |
| 4.  | "She's in Love with You" (med Erica Sjöström, Drifters)                       | Mike Chapman, Nicky Chinn                                   |
| 5.  | "My Broken Souvenirs" (med Thorleif Torstensson, Thorleifs)                   | Werner Theunissen                                           |
| 6.  | "Sweet Little Rock'n'Roller" (med Stefan Jonasson , Playtones)                | David Howman, Gavin Dare, Peter Yellowstone, Roberto Danova |
| 7.  | "Don't Forget to Remember Me" (med Jessica Andersson)                         | Barry Gibb, Maurice Gibb                                    |
| 8.  | "Skydiver" (med Hasse Carlsson, Flamingokvintetten)                           | Daniel Boone, Rod Mac Queen                                 |
| 9.  | "I'd Love You to Want Me" (med Stefan Nykvist & Peter Larsson, Larz-Kristerz) | Roland La Voie                                              |
| 10. | "I've Found My Freedom" (med Lotta Engberg)                                   | Derek Spence, Tony Ritchie                                  |
| 11. | "Yellow River" (med Tony Ljungström, Black Jack)                              | Jeffrey Christie                                            |
| 12. | "Honey No" (med Henrik Strömberg, Scotts)                                     | Giosy Capuano, Mario Capuano, Michael Shepstone             |
| 13. | "Häng me' på party"                                                           | Ulf Neidemar                                                |

## Listplaceringar
| Lista (2010-2011) | Position |
| ----------------- | -------- |
| Sverige           | 2        |

### Fotnoter
1. ↑  Dansbands-Jimmy 22 november 2010 - Lasse Stefanz söker upp sitt 70-tal
2. ↑  Information i Svensk mediedatabas.
3. ↑  Listplacering